# Инцоба
Инцоба (груз. ინწობა) — река в Грузии, в Кварельском муниципалитете. Левый приток реки Алазани. Берёт начало на южных склонах Кахетинского Кавкасиони. Длина 22 км, площадь бассейна 83 км².
Питание снеговое, дождевое и подземное. Весеннее половодье. Характерны летние и осенние поводки. Межень зимой. Средний расход воды у села Сабуе 1,26 м³/с. В нижнем течении используется для орошения. На реке Инцоба есть гидроэлектростанция.
В ущелье реки Инцоба, на высоте 480 метров над уровнем моря располагается село Греми. По правому берегу реки Инцоба находится грузинский архитектурный памятник XVI века — Греми.